# Мешковиці
Мешковіце (пол. Mieszkowice, нім. Bärwalde in der Neumark) — місто в західній Польщі, на річці Кужице.
На 31 березня 2014 року, у місті було 3 591  жителів.

## Демографія
Демографічна структура станом на 31 березня 2011 року:
|          | Загалом | Допрацездатний вік | Працездатний вік | Постпрацездатний вік |
| -------- | ------- | ------------------ | ---------------- | -------------------- |
| Чоловіки | 1794    | 369                | 1287             | 138                  |
| Жінки    | 1812    | 339                | 1145             | 328                  |
| Разом    | 3606    | 708                | 2432             | 466                  |